# Кичигинский бор
Кичигинский бор — памятник природы на территории Увельского района, Челябинской области, Российской Федерации.

## География
Памятник природы на пути Челябинск — Троицк площадью 1370 гектаров, расположенный на восточном берегу Южноуральского водохранилища образованного на реке Увелька. Бор представляет собой два разрозненных массива, дополнительно раздроблённых дорожной сетью. Один массив на севере села Кичигино, другой севернее города Южноуральск. Рельеф преимущественно равнинный, но ближе к реке Увелька с небольшими прибрежными обрывами.

## История
В 1969 году лесной массив объявлен памятником природы. В 2007 году разработано и подписано последнее положение о памятнике губернатором Челябинской области Петром Суминым.
Бор охраняли и с середины XVIII века Исетские казаки, так как неподалёку проходила государственная граница и пролегал путь между Оренбургом и Екатеринбургом.

## Растительность
В бору преобладающая лесная культура — сосна, по этой причине появилось второе название у местных жителей «Сосновый бор». Также встречается берёза, осина, клён и тополь. Подлесок состоит из  акации, шиповника, лоха, ракитника, тальника. На скалистых подходах к болотцам расположенных среди бора, встречается беломошник. В конце лета и начале осени можно найти много брусники, дикой вишни, смородины, малины.
На лесных полянках также встречается жостер слабительный, иван-чай, девясил, папоротник и пижма.

## Животные
Из-за близости бора к населённым пунктам видовой состав животного мира сильно обеднел. Ещё этому сильно поспособствовали пожары. Но и сейчас здесь можно встретить множество лесных птиц: синиц, красноголового дятла. Среди животных прыткая ящерица, ёж. Из редких насекомых отмечен махаон, аполлон, красотел пахучий.